# Cao Zhen
Cao Zhen (data desconhecida - 231), nome de cortesia Zidan, foi filho adotivo de Cao Cao e general militar no final da Dinastia Han e do estado de Cao Wei durante o período dos Três Reinos da China.
Após a morte de Cao Cao e o fim da dinastia Han Oriental, Cao Zhen serviu sob o comando de Cao Pi e Cao Rui, os dois primeiros imperadores de Wei. Teve contribuições importantes em campanhas militares de defesa, contra ataques do estado de Shu entre 228 e 229.